# バレーボールイタリア女子代表
バレーボールイタリア女子代表（バレーボールイタリアじょしだいひょう、イタリア語: Nazionale italiana di pallavolo femminile）は、バレーボールの国際大会で編成されるイタリアの女子バレーボールナショナルチームである。
愛称は「アズーレ（Azzurre）」で、「アズーリ」の女性形としてバレーボールに限らず女子のイタリアナショナルチームの愛称として使われている。

## 歴史
1947年に国際バレーボール連盟へ加盟。 バレーボールはイタリアの女子スポーツの中で最も競技人口が多く10万人以上がイタリアバレーボール連盟に選手登録をしている。
2001年にマルコ・ボニッタが監督に就任すると、同年の欧州選手権で銀メダルを獲得、2002年の世界選手権で下馬評を覆し、初優勝を果たした。2004年のアテネ五輪ではベスト8止まり。
2006年の9月にボニッタ監督が解任し、同年の世界選手権前にマッシモ・バルボリーニ監督が就任した。同大会で2連覇を狙ったが準決勝でロシアに敗戦し、3位決定戦でセルビア・モンテネグロ（当時）にストレートで敗れ、4位に終わった。
2007年より元キューバ代表で五輪金メダリストであるアゲロの加入で、同年の欧州選手権で初の栄冠に輝くと、同年11月のワールドカップではデータバレーと緻密なコンビバレーがうまく機能しブラジルにストレート勝ちするなど、11戦全勝という快進撃で金メダルを獲得し、北京五輪の出場権を獲得した。なお、同大会では3年ぶりに代表復帰したジョーリがMVPに選ばれた。
2008年の北京五輪では予選ラウンドを2位通過したが、準々決勝でアメリカに2-3で敗れ、ベスト8止まりだった。
2009年は若手主体で挑んだモントルーバレーマスターズで準優勝、ベテラン勢が復帰したヨーロッパ選手権の決勝でオランダを下し2連覇を果たした。この結果、同年11月のワールドグランドチャンピオンズカップに初出場し同大会でブラジル、日本に勝利し5戦全勝で初優勝した。
2010年に入ると有望な若手が起用され、ワールドグランプリで3位となる。世界選手権では1次ラウンドでブラジル、チェコに敗戦を喫し3位通過となった。2次ラウンドではアメリカから白星を挙げたが、5-8位順位決定戦に回り最終順位は5位であった。
2011年、3連覇を狙った欧州選手権で4位とメダルを逃す結果に終わる。同年11月のワールドカップにはFIVBの推薦枠で出場すると、その年に代表入りしたコスタグランデの活躍もあって、初戦の日本戦を皮切りに連勝街道を進み、最終的には大会2連覇を果たした。
2012年のロンドン五輪では予選ラウンドでロシアにフルセットで敗れるも2位通過した。しかし、準々決勝の韓国戦でまさかの敗戦により3大会連続でベスト8敗退となった。
2013年、世代交代を図るべく、ディウフ、キリケッラなど積極的な若手の起用が目立つも欧州選手権では6位と惨敗。2014年に代表チームを率いて世界選手権制覇へ導いたマルコ・ボニッタが再び監督に就任した。ロンドン五輪以来、代表から離れていたピッチニーニ、ロビアンコなどベテラン選手を復帰させた。同年9-10月に地元で開催された世界選手権では3次ラウンドへ順調に進出し、アメリカ、ロシアを下してセミファイナルへ進出したが、準決勝で中国に敗れ、3位決定戦でブラジルに惜敗し、惜しくもメダルを逃す結果になった。
2015年秋に開催されたワールドカップでは、前回大会の優勝チームではあったが、出場は叶わなかった。同年開催された欧州選手権は準々決勝で敗退し7位で終わった。2016年のリオ五輪欧州大陸予選では、当時17歳だったオッロとエゴヌをスタメン起用し、3位決定戦でトルコとのフルセットの激闘を制して、世界最終予選への出場権を獲得した。同年5月に開催されたリオ五輪世界最終予選は首位通過したが、リオ五輪では予選ラウンドで敗退し、4大会ぶりに9位という成績で終わった。
2017年、ダヴィデ・マッツァンティ監督が就任。ワールドグランプリでは予選ラウンドを5位で通過すると、決勝ラウンドの準決勝でリオ五輪優勝国・中国にセットカウント3-1で勝利した。決勝戦ではブラジル相手に惜敗したものの、2005年大会以来3度目となる銀メダルを獲得した。同年9月に開催された欧州選手権では、準々決勝でオランダに惨敗し、5位という結果に終わった。
2018年夏に開催されたモントルーバレーマスターズで初優勝を果たすと、同年9-10月の世界選手権では3次ラウンド第1戦の日本戦まで10戦負けなしの強さを見せつけた。準決勝では中国をフルセットの激戦の末破り、2002年大会ぶりの表彰台を確実にした。続く決勝ではセルビアと対戦し、再びフルセットの激闘となったがあと一歩及ばず準優勝となった。
2019年8月に地元で開催された2020年東京五輪大陸間予選では、3戦全勝して本大会への出場権を獲得した。同年9月に開催された欧州選手権では、3位決定戦でポーランドを破り、2009年大会以来となるメダルを獲得した。
2024年パリ五輪では、決勝でアメリカを3-0で下して、五輪で初の金メダルを獲得した。

## 過去の成績

### オリンピックの成績
1964年から1992年まで不参加
- 1996年 - 最終予選敗退
- 2000年 - 9位
- 2004年 - 5位
- 2008年 - 5位
- 2012年 - 5位
- 2016年 - 9位
- 2020年 - 6位
- 2024年 - 金メダル

### 世界選手権の成績
1952年から1974年まで不参加
| - 1978年 - 20位 - 1982年 - 15位 - 1986年 - 9位 - 1990年 - 10位 - 1994年 - 13位 - 1998年 - 5位 | - 2002年 - 金メダル - 2006年 - 4位 - 2010年 - 5位 - 2014年 - 4位 - 2018年 - 準優勝 - 2022年 - 3位 |  |

### ワールドカップの成績
1973年から1995年まで不参加
- 1999年 - 7位
- 2003年 - 4位
- 2007年 - 優勝
- 2011年 - 優勝
- 2015年 - 不参加
- 2019年 - 不参加

### 欧州選手権の成績
| - 1951年 - 6位 - 1967年 - 10位 - 1971年 - 8位 - 1975年 - 9位 - 1977年 - 11位 - 1981年 - 8位 - 1983年 - 7位 - 1985年 - 5位 - 1987年 - 6位 | - 1989年 - 3位 - 1991年 - 4位 - 1993年 - 4位 - 1995年 - 6位 - 1997年 - 5位 - 1999年 - 3位 - 2001年 - 準優勝 - 2003年 - 6位 - 2005年 - 準優勝 | - 2007年 - 優勝 - 2009年 - 優勝 - 2011年 - 4位 - 2013年 - 6位 - 2015年 - 7位 - 2017年 - 5位 - 2019年 - 3位 - 2021年 - 優勝 - 2023年 - 4位 |

## 現在の代表
2024年パリオリンピックに登録されたメンバー。
| 監督 | / フリオ・ベラスコ         | / フリオ・ベラスコ | / フリオ・ベラスコ | / フリオ・ベラスコ           | / フリオ・ベラスコ | / フリオ・ベラスコ |
| No.  | 選手名                     | シャツネーム       | 身長               | 2023-24所属                  | P                  | 備考               |
| 1    | マリーナ・ルビアン         | Lubian             | 193                | イモコ・バレー・コネリアーノ | MB                 |                    |
| 3    | カルロッタ・カンビ         | Cambi              | 176                | パッラヴォーロ・ピネローロ   | S                  |                    |
| 6    | モニカ・デジェンナーロ     | De Gennaro         | 174                | イモコ・バレー・コネリアーノ | L                  |                    |
| 8    | アレッシア・オッロ         | Orro               | 180                | プロヴィクトリア             | S                  |                    |
| 9    | カテリーナ・ボゼッティ     | Bosetti            | 180                | AGILバレー                   | OH                 |                    |
| 11   | アンナ・ダネージ           | Danesi             | 198                | AGILバレー                   | MB                 | キャプテン         |
| 17   | ミリアム・シッラ           | Sylla              | 184                | プロヴィクトリア             | OH                 |                    |
| 18   | パオラ・エゴヌ             | Egonu              | 193                | プロヴィクトリア             | OP                 |                    |
| 19   | サラ・ファール             | Fahr               | 192                | イモコ・バレー・コネリアーノ | MB                 |                    |
| 21   | ラブス・オモルイ           | Omoruyi            | 184                | キエーリ'76                  | OH                 |                    |
| 24   | エカテリーナ・アントロポワ | Antropova          | 202                | サヴィーノ・デルベーネ       | OP                 |                    |
| 27   | ガイア・ジョバニーニ       | Giovannini         | 182                | メガボックス                 | OH                 |                    |

## 歴代監督
- アントニオ・ジャコッベ（1980-1985年）
- フリオ・ベラスコ（1997年）
- アンジョリーノ・フリゴーニ（1998-2000年）
- マルコ・ボニッタ（2001-2006年、2014-2016年）
- マッシモ・バルボリーニ（2006-2013年）
- マルコ・メンカレッリ（2013年）
- ダヴィデ・マッツァンティ（2017-2023年）
- フリオ・ベラスコ（2024年-）

## 歴代代表選手
| - アントネッラ・ブラガリア - マウリツィア・カッチャトーリ - バニア・ベッカリーア - シルビア・クロアット - ダリーナ・ミフコーバ - パオラ・パッジ - マヌエラ・レッジェーリ - マヌエラ・セーコロ - タイスマリー・アゲロ - シモーナ・リニエーリ - シモーナ・ジョーリ - エリーザ・トグット - パオラ・クローチェ - フランチェスカ・ピッチニーニ - アンナバニア・メッロ - エレオノーラ・ロビアンコ - サラ・アンツァネッロ - アントネッラ・デルコーレ - カロリーナ・コスタグランデ | - ジェニー・バラッツァ - ナディア・チェントーニ - ラケーレ・サンジュリアーノ - パオラ・カルドゥッロ - フランチェスカ・フェレッティ - ヴァレンティーナ・フィオリン - マルティーナ・グイッジ - ステファニア・ダッリーニャ - バレンティーナ・アリゲッティ - キアラ・ディウリオ - ルチーア・クリザンティ - クリスティナ・バルチェリーニ - バレンティーナ・ティロッツィ - モニカ・デジェンナーロ - セレナ・オルトラーニ - ジュリア・ロンドン - エンリカ・メルロ - インドレ・ソロカイテ - ルチア・ボゼッティ | - ノエミ・シニョリーレ - イマコラータ・シレッシ - ラファエラ・フォリエ - アレッシア・ジェンナーリ - バレンティーナ・ディウフ - カテリーナ・ボゼッティ - クリスティーナ・キリケッラ - オフェーリア・マリノブ - アンナ・ダネージ - サラ・ボニファーチョ - カルロッタ・カンビ - フランチェスカ・ボージオ - パオラ・エゴヌ - アレッシア・オッロ - シルビア・ヌワカロール - エレーナ・ピエトリーニ - マリーナ・ルビアン - サラ・ファール - エカテリーナ・アントロポワ - インドレ・ソロカイテ - オフェーリア・マリノブ - ラファエラ・フォリエ - クリスティーナ・キリケッラ - サラ・ファール - エレーナ・ピエトリーニ - ベアトリーチェ・パロッキアーレ |

## ギャラリー
- 2002年世界選手権
- 2009年地中海競技大会